# Briquenay
Briquenay ist eine französische Gemeinde mit 89 Einwohnern (Stand 1. Januar 2022) im Département Ardennes in der Region Grand Est (vor 2016 Champagne-Ardenne). Sie gehört zum Arrondissement Vouziers, zum Kanton Vouziers und zum Gemeindeverband Argonne Ardennaise.

## Geografie
Die Gemeinde Briquenay liegt zwischen den südlichen Ausläufern der Ardennen und den Argonnen, 13 Kilometer östlich von Vouziers. Umgeben wird Briquenay von den Nachbargemeinden Germont im Norden, Harricourt im Nordosten, Thénorgues im Osten, Verpel und Beffu-et-le-Morthomme im Südosten, Grandpré im Süden, Longwé im Südwesten sowie Boult-aux-Bois im Westen.

## Bevölkerungsentwicklung
| Jahr                       | 1962 | 1968 | 1975 | 1982 | 1990 | 1999 | 2007 | 2015 | 2019 |
| Einwohner                  | 126  | 130  | 103  | 94   | 98   | 113  | 127  | 107  | 92   |
| Quellen: Cassini und INSEE |      |      |      |      |      |      |      |      |      |

## Sehenswürdigkeiten

Kirche Saint-Jean-Baptiste

- Kirche Saint-Jean-Baptiste